# Любен Добрев
Любен Добрев Димитров, известен като Любен Добрев, е висш офицер от Българската народна армия със звание генерал-майор.

## Биография
Роден е на 29 декември 1929 г. в Сливен. Баща му Добри Димитров, член на БРСДП (т.с.) от 1907 г. е кмет на Сливен от 25 септември 1944 г. до 1 юли 1951 г. Любен Димитров завършва гимназията „Добри Чинтулов“ в родния си град през 1947 г. След това постъпва във Военното училище в София и завършва през 1950 г.
По-важната част от военната му служба е в разузнаването с изключение на периода 1954 – 1960 г. Завършва Военната академия в София, Военно-дипломатическа академия в Москва, както и Генералщабната академия на СССР. Отделно завършва задочно право в Софийския университет. Между юли 1974 и 1987 г. е заместник-началник на Разузнавателното управление на Генералния щаб на БНА по агентурното разузнаване, произведен е в звание генерал-майор. От 1987 г. е назначен за първи заместник-началник на Разузнавателното управление. От 1 април до 1 септември 1991 г. е началник на Разузнавателното управление и едновременно с това заместник-началник на Генералния щаб на Българската народна армия. Излиза в запаса през март 1992 г. Награждаван е с орден „9 септември 1944 г.“.
Почива на 15 септември 2016 г. Погребан е в Софийските централни гробища на 18 септември 2016 г.

## Военни звания
- лейтенант – 1950
- полковник – 1970
- генерал-майор – 1980